# 斯莫利亚里-斯维佳兹基
51°25′6″N 23°47′31″E / 51.41833°N 23.79194°E
斯莫利亞里-斯維佳兹基（羅馬化：Smoliari-Svitiazki）是烏克蘭的村落，位於該國西部沃倫州，由科韋利區沙茨克市镇負責管轄，面積0.41平方公里，2001年人口279，人口密度每平方公里682.15人。
2024年9月19日，乌克兰最高拉达将此村的名字从斯莫利亚雷-斯维佳兹基（羅馬化：Smoliary-Svitiazki）改至現名。